# 利戈苏洛
利戈苏洛（義大利語：Ligosullo），是意大利弗留利-威尼斯朱利亚大区乌迪内省特雷波利戈苏洛市镇的一个分区。总面积16.75平方公里，人口192人，人口密度11.5人/平方公里（2009年）。ISTAT代码为030050。
原为单独的市镇，2018年2月1日与特雷波卡尼科合并为新的特雷波利戈苏洛市镇。